# مونسس (نجیب‌زاده)
مونسس (یونانی: Μοναίσης Monaísēs ; مونسیس یا مونسس نیز نوشته می شود) یک نجیب‌زاده اشکانی بود.
در سال ۳۷ پیش از میلاد، او از دست پادشاه اشکانی، فرهاد چهارم ، به سوی مارک آنتونی تریومویر رومی گریخت. مونسس که توسط ویلیام وودثورپ تارن (در CAH 10.71) "نگهبان لشکرکشی‌های غربی" (رویکردهای غربی به پارت از سوریه) خوانده می‌شود، با آنتونی مذاکره کرد و در ازای نه تنها تاج و تخت پارت ، بلکه برای مدتی (نه برای همیشه)، درآمد حاصل از «شاهزاده کوچک نمادین در شرق سوریه که آنتونی به مونسس، به عنوان نوعی «دولت در تبعید» که شامل سه شهر یونانی لاریسا بود، آرتوسا ( الرستن ) و منبج را داد. 